# Frank McCabe
Frank Reilly McCabe (Grand Rapids, 30 giugno 1927 – Peoria, 18 aprile 2021) è stato un cestista statunitense, attivo nella NCAA e nella AAU e campione olimpico nel 1952.

## Carriera
Con gli Stati Uniti disputò i Giochi olimpici di Helsinki 1952.

## Palmarès
- 3 volte campione AAU (1952, 1953, 1954)